# Iwan Woronajew
Iwan Juchinowicz Woronajew, właściwie Nikita Pietrowicz Czerkasow (16 kwietnia 1885 – 4 listopada 1937) – rosyjsko-ukraiński duchowny, pionier ruchu zielonoświątkowego w ZSRR.

## Życiorys
Przed nawróceniem był żołnierzem kozackim. W 1907 roku konwertował z prawosławia do Kościoła Ewangelicznych Chrześcijan i Baptystów, jednak represje religijne skłoniły Woronajewa wraz z żoną i dwójką dzieci aby pod przybranym imieniem i nazwiskiem w 1911 r. opuścić Rosję. Na emigracji w 1919 roku przystąpił do zielonoświątkowców, rozstał się ze swoim zborem baptystycznym i założył niezależny zbór w Nowym Jorku. Po pewnym czasie wstąpił do Światowej Wspólnoty Zborów Bożych. 15 lipca 1920 roku opuścił Amerykę i razem z żoną oraz pięciorgiem dzieci wraca do Rosji. Był misjonarzem w Istanbule i Bułgarii.   
Od 1922 roku pastor zboru w Odessie, skąd prowadził swoją działalność na całą Ukrainę. W 1927 roku wybrano go na przewodniczącęgo nowo powstałego związku wyznaniowego Zjednoczonego Kościoła Chrześcijan Wiary Ewangelicznej.  
W 1930 roku Iwan Woronajew został zesłany przez NKWD na Syberię. W 1936 roku ponownie był aresztowany i oskarżany o działalność rewolucyjną i szpiegostwo dla USA. Zmarł w obozie pracy pod Mariinskiem z polecenia służb NKWD. Żona Woronajewa została zesłana do Azji Środkowej. Spędziła około 25 lat w więzieniach i na wygnaniu.
Dzisiaj owocem jego pracy jest wiele słowiańskich kościołów głównie: na Ukrainie, w Rosji, Bułgarii, Białorusi, USA, Niemczech, Armenii i w Polsce. Łącznie około 0,5 miliona wiernych. W Polsce większość zwolenników Iwana Woronajewa zrzeszają Chrześcijańska Wspólnota Zielonoświątkowa i zbory Pięćdziesiątników.